# فاينا كيرشنباوم
فاينا كيرشنباوم (بالعبرية: פאינה קירשנבאום‏) Faina Kirschenbaum (27 نوفمبر 1955) سياسية إسرائيلية.
خدمت عضواً في الكنيست الإسرائيلي عن حزب إسرائيل بيتنا بين 2009 و2015.

## حياتها
ولدت في لفيف في أوكرانيا (التابعة وقتها للاتحاد السوفيتي). وهاجرت إلى إسرائيل في 31 ديسمبر 1973. وتلقت تدريباً في التمريض في مدرسة تمريض بيلنسون، كما حصلت على درجة البكالوريوس في الدراسات العامة من جامعة تيمس فالي، وماجستير في إدارة الأعمال من جامعة ديربي، وشهادة في التدريب الإدراي من جامعة بار إيلان.

## مناصبها
في عام 1981 انتقلت إلى مستوطنة نيلي اليهودية في الضفة الغربية. وعملت أمينة لمجلسها الاستشاري، وعضوة في مجلس ماتي بنيامين الاستشاري. كما عملت نائبة لرئيس الفرع الإسرائيلي للمؤتمر اليهودي العالمي، وعضوا في مجلس إدارة متحف الشتات اليهودي.

## نشاطها في الكنيست
انتخبت عضواً في الكنيست الإسرائيلي عن حزب إسرائيل بيتنا ضمن كتلة تتكون من 15 مقعداً.
وقدمت مع النائب داني دانون النائب عن حزب الليكود، قانوناً مثيراً للجدل لإنشاء هيئتين برلمانيتين للتحقيق بشأن منظمات حقوق الإنسان اليسارية والمنظمات المعادية للاحتلال الإسرائيلي. ورفضه الكنيست وذلك بعد شهر من المناقشات، والجدل في الصحافة الإسرائيلية، وقد عارضه رئيس الحكومة بنيامين نتنياهو وزعيم المعارضة تسيبي ليفني.
أعيد انتخابها في عام 2013، وانضمت للحكومة الجديدة كنائب لوزير الداخلية في 18 مارس 2013.
اعتزلت من العمل السياسي في يناير 2015 بعد تحقيق جنائي في قضية فساد. 

## قضية الفساد
كانت واحدة من مسؤولين حكوميين اعتقلوا في ديسمبر 2014 بتهم الرشوة والتزوير وخيانة الأمانة. وبدأت المحاكمة في سبتمبر 2017 وخلالها دافعت بأنها غير مذنبة عن تلك التهم.